# 사카타역 (야마가타현)
사카타역(일본어: 酒田駅)은 일본 야마가타현 사카타시에 위치한 동일본 여객철도 우에쓰 본선의 철도역이다. 섬식 승강장 2면 4선의 구조를 갖춘 지상역이며, 이 역을 기점으로 하는 우에쓰 본선 화물 지선이 분기하는 역이기도 하다. 아마루메역에서부터 리쿠우사이 선이 이 역까지 운행하기도 하다.

## 타는 곳
| 0 | ■ 우에쓰 본선   | 상행 | 아마루메 · 쓰루오카 · 아쓰미온센 · 무라카미방면                             | (당 역 시발의 보통 열차)                                                    |
| 0 | ■ 리쿠우사이 선 |      | 아마루메 · 후루쿠치 · 신조 방면                                             |                                                                             |
| 1 | ■ 우에쓰 본선   | 하행 | 기사카타 · 우고혼조 · 아키타 · 아오모리 방면                                |                                                                             |
| 2 | ■ 우에쓰 본선   | 하행 | 기사카타 · 우고혼조 · 아키타 방면                                           | (보통 열차)                                                                 |
| 2 | ■ 우에쓰 본선   | 상행 | 아마루메 · 쓰루오카 · 아쓰미온센 · 무라카미 방면                            | (대피 열차 · 환승 열차)                                                     |
| 2 | ■ 리쿠우사이 선 |      | 아마루메 · 후루쿠치 · 신조 방면                                             |                                                                             |
| 3 | ■ 우에쓰 본선   | 상행 | 아마루메 · 쓰루오카 · 아쓰미온센 · 무라카미 · 니가타 · 우에노 · 오사카 방면 | 아마루메 · 쓰루오카 · 아쓰미온센 · 무라카미 · 니가타 · 우에노 · 오사카 방면 |
| 3 | ■ 리쿠우사이 선 |      | 아마루메 · 후루쿠치 · 신조 방면                                             |                                                                             |

## 이용 현황
| 연도     | 1일 평균 | 연도     | 1일 평균 |
| 2000년도 | 2,213    | 2008년도 | 1,583    |
| 2001년도 | 2,149    | 2009년도 | 1,542    |
| 2002년도 | 2,046    | 2010년도 | 1,369    |
| 2003년도 | 1,920    | 2011년도 | 1,347    |
| 2004년도 | 1,858    | 2012년도 | 1,319    |
| 2005년도 | 1,793    | 2013년도 | 1,313    |
| 2006년도 | 1,717    | 2014년도 | 1,228    |
| 2007년도 | 1,686    |          |          |
| -------- | -------- | -------- | -------- |

## 역 주변
- 국도 제112호선
- 사카타 항
- 혼마 미술관
- 사카타 시청

## 인접 역
| 동일본 여객철도 우에쓰 본선 · 리쿠우사이 선 | 동일본 여객철도 우에쓰 본선 · 리쿠우사이 선 | 동일본 여객철도 우에쓰 본선 · 리쿠우사이 선 |
| ------------------------------------------- | ------------------------------------------- | ------------------------------------------- |
| 아마루메 신조 방면                          | □ 특급 '모가미가와'                         | 시·종착역                                   |
| 히가시사카타 니쓰 방면                      | ■ 보통                                      | 모토타테 아키타 방면                        |
| 시·종착역                                   | 우에쓰 본선 화물 지선                       | 사카타코 사카타코 방면                      |